# Гергети
Гергети (груз. გერგეთი, ორწვერი; также известный как Орцвери) — долинный ледник в Грузии, расположенный на юго-восточном склоне горы Казбек в Казбегском муниципалитете Мцхета-Мтианети. Длина ледника Гергети оценивается в 7,1 км и его площадь составляет 11 км². Язык Гергети опускается до 2900 метров над уровнем моря. Большая часть ледника расположена в старой и эродированной вулканической кальдере, где, на краю кальдеры Северного края, возвышается конус горы Казбек. На Южном краю кальдеры, где ледник спускается, он граничит с горой Орцвери.
Ледник питает реку Чхери.
Существует здание бывшей метеорологической станции, расположенное на левом краю ледника Гергети на высоте 3650 метров над уровнем моря.

В ущелье Чхери можно рассмотреть несколько лавовых потоков Казбека. На склонах левого берега видны выходы андезитов и такситовых (полосатых) лав. Ледники Абано и Гергети разделены скальным отрогом, на всём своём протяжении имеющим грандиозные отвесные скальные стены.